# Marilyn Horne
Marilyn Horne (Bradford, Pensilvania; 16 de enero de 1934) es una mezzosoprano estadounidense, muy apreciada por sus interpretaciones de personajes operísticos de Rossini y Händel. Durante su larga trayectoria musical, ha sido admirada por su amplio espectro vocal (desde contralto a soprano de coloratura), considerable habilidad para la actuación y notable musicalidad.

## Inicios
Nacida en Pensilvania su familia se mudó a Long Beach, California. Estudió con William Vennard en la Universidad de Southern California y en Santa Bárbara con la legendaria Lotte Lehmann, perteneció al Roger Wagner Chorale y dobló a Dorothy Dandridge en la película Carmen Jones además de cantar avisos publicitarios para televisión y shows.
Inició su carrera como soprano lírica evolucionando hacia una de las voces más importantes aparecidas en la segunda mitad del siglo XX en la cuerda de mezzosoprano. Su arte floreció en un período donde otras grandes compañeras de registro - la española Teresa Berganza y sus compatriotas Shirley Verrett y Grace Bumbry - contribuyeron al restablecimiento de una tradición perdida.

## Carrera europea
A principios de la década de 1960, Horne se destacó cantando Richard Wagner, Mahler, Brahms y música dodecafónica. La primera parte de su carrera operística la realizó en Europa, en la Ópera de Gelsenkirchen, Alemania donde probó su versatilidad cantando infinidad de roles, desde Marie en Wozzeck a una de las Valquirias, Bach, Mozart, Beethoven, opereta y ópera italiana (Minnie, Mimi, Fulvia, Amelia). Su debut en La Scala se produjo gracias a la invitación de Ígor Stravinski como Jocasta en Edipo Rey, 1969 pero su consagración scalígera tuvo lugar posteriormente con El sitio de Corinto de Rossini junto al debut de otra diva connacional, la soprano Beverly Sills.

## Rossini y el belcanto
Su asociación artística con la gran soprano australiana Joan Sutherland (y su marido, el director Richard Bonynge) fue una de las más exitosas de su era, ambas llevaron el arte del bel canto a un altísimo nivel especialmente como Norma y Adalgisa en la ópera homónima de Bellini, uno de los tests supremos para toda soprano y mezzosoprano, en Beatriz de Tenda, Semiramide de Rossini, Lucrezia Borgia y Anna Bolena de Donizetti.
Gracias a la influencia de los directores Henry Lewis y Richard Bonynge - se especializó en el difícil repertorio de coloratura del bel canto reviviendo un arte que parecía extinto.
Como Pauline Viardot y otras divas de la época en el siglo XIX, Horne descolló como ninguna en el siglo XX como mezzosoprano de coloratura especializándose en los tres grandes roles de Rossini compuestos para Isabella Colbran y originalmente para la cuerda, Rosina de El barbero de Sevilla, Angelina de La Cenerentola e Isabella de L'italiana in Algeri al que hizo suyo así como La donna del lago y Tancredi.

## El Metropolitan Opera
Su esperado debut en el Metropolitan Opera House fue como Adalgisa junto a Sutherland en 1970 siguiéndole actuaciones como Orfeo, Rosina, Isabella, Amneris y en 1972 como Carmen dirigida por Leonard Bernstein. En 1977, dirigida por Henry Lewis y producida por John Dexter, la ignota El Profeta de Giacomo Meyerbeer fue otro hito en su carrera metropolitana en el personaje de Fides junto a Renata Scotto y James McCracken.
En 1984, el MET montó por primera vez una ópera de Händel en su honor: Rinaldo. Para ese teatro en 1991, John Corigliano le compuso el cameo de Samira, una sátira a su famosa Isabella, motivando una festejada aparición en la ópera Los espectros de Versalles. Horne reapareció en 1995 como Genevieve en las funciones de Pelléas et Mélisande de Debussy celebrando el 25 aniversario de su colega Frederica von Stade y en 1996 como Miss Quickly en Falstaff, sus últimas funciones en el MET.
Otros roles fueron Orfeo y Eurídice de Gluck, Orlando Furioso de Vivaldi, Mignon de Thomas, Semele de Handel, Dalilah de Saint Saens, Amneris de Aida, Azucena de Il Trovatore, Miss Quickly de Falstaff, La Navarraise de Massenet, la Zia Principessa de Suor Angelica de Puccini. Aparte de Sutherland, fue relevante su participación con figuras como Luciano Pavarotti y Montserrat Caballé.
En ocasión del centenario de Metropolitan Opera, Horne fue señalada por el New York Times en un artículo firmado por Robert Jacobson como una de las 100 máximas cantantes en la historia del teatro.
En 1996, se presentó por primera vez en el Teatro Colón en recitales de cámara.

## Personal
Entre 1960 y 1974, estuvo casada con el primer director de orquesta afro-estadounidense Henry Lewis (1932-1996) con quien tuvo una hija, Angela. Luego con el bajo Nicola Zaccaria (1923-2007).
En 1983, publicó sus memorias con la colaboración de Jane Scovell. La segunda parte actualizada apareció en 2004.
Se retiró en 1999 y ocasionalmente aparece en recitales de música popular norteamericana. Estableció The Marilyn Horne Foundation para preservar el arte del canto y da clases magistrales en el Oberlin College Conservatory of Music y en la Universidad de Oklahoma.
Ha sido diagnosticada con cáncer de páncreas y se encuentra bajo tratamiento.

## Discografía seleccionada
- Beethoven: Ninth Symphony (M.Price, Vickers, Salminen; Zubin Mehta, 1983) [live] RCA
- Bellini: Norma (Sutherland, J. Alexander, Cross; Richard Bonynge, 1964) Decca
- Bernstein: West Side Story (Te Kanawa, Troyanos, Carreras; Leonard Bernstein, 1984) Deutsche Grammophon
- Bizet: Carmen (Maliponte, McCracken, Krause; Leonard Bernstein, 1972) Deutsche Grammophon
- Christmas with Marilyn Horne and the Mormon Tabernacle Choir (1997) Sony
- Donizetti: Anna Bolena (Souliotis, J. Alexander, Ghiaurov; Silvio Varviso, 1968/69) Decca
- Donizetti: Lucrezia Borgia (Sutherland, Aragall, Wixell; Richard Bonynge, 1977) Decca
- Gluck: Orfeo ed Euridice (Lorengar, Donath; Georg Solti, 1970) Decca
- Haendel: Semele (Battle, Ramey; John Nelson, 1990) Deutsche Grammophon
- Massenet: La navarraise (Domingo, Milnes, Zaccaria; Henry Lewis, 1975) RCA
- Meyerbeer: Le prophète (Scotto, McCracken, Hines; Henry Lewis, 1976) Sony
- Mozart: Don Giovanni (Sutherland, Lorengar, Krenn, Bacquier, Gramm; Richard Bonynge, 1968) Decca
- Ponchielli: La Gioconda (Tebaldi, Dominguez, Bergonzi, Merrill; Lamberto Gardelli, 1967) Decca
- Puccini: Suor Angelica (Scotto, Cotrubas; Lorin Maazel, 1976) Sony
- Rossini: Il barbiere di Siviglia (Barbacini, Nucci, Dara, Ramey; Riccardo Chailly, 1982) Sony
- Rossini: Bianca e Falliero (Ricciarelli, Merritt; Donato Renzetti, 1986) [live] Fonit Cetra
- Rossini: L'italiana in Algeri (Battle, Ramey; Scimone, 1980) Erato
- Rossini: Semiramide (Sutherland, Rouleau; Richard Bonynge, 1965/66) Decca
- Rossini: Tancredi (Cuberli, Zaccaria; Ralf Weikert, 1982) Sony
- Roussel: Padmâvatî (Gedda, van Dam; Michel Plasson, 1982/83) EMI
- Thomas: Mignon (Welting, von Stade, Vanzo, Zaccaria; Antonio de Almeida, 1977) Sony
- Verdi: Falstaff (Sweet, Lopardo, Panerai, Titus; Colin Davis, 1991) RCA
- Verdi: Requiem (Sutherland, Horne, Pavarotti, Talvela; Georg Solti, 1967) Decca
- Verdi: Il trovatore (Sutherland, Pavarotti, Wixell, Ghiaurov; Richard Bonynge, 1976) Decca
- Vivaldi: Orlando furioso (de los Ángeles, Valentini Terrani; Claudio Scimone, 1977) Erato